# Jimmie Dale Gilmore
Jimmie Dale Gilmore (Amarillo, 6 maggio 1945) è un cantautore statunitense, esponente di musica country.
È anche membro del gruppo The Flatlanders, attivo nel periodo 1972–1973 e nuovamente dal 1998, di cui fanno parte anche Joe Ely e Butch Hancock. Ha occasionalmente lavorato come attore.

## Discografia

### Album in studio
- 1988 - Fair and Square
- 1989 - Jimmie Dale Gilmore
- 1991 - "After Awhile"
- 1993 - Spinning Around the Sun
- 1996 - Braver Newer World
- 2000 - One Endless Night
- 2005 - Come on Back
- 2011 - Heirloom Music (con The Wronglers)
- 2018 - Downey to Lubbock (con Dave Alvin)

### Album dal vivo
- 1990 - Two Roads: Live In Australia (con Butch Hancock)

### Raccolte
- 1989 - Jimmie Dale Gilmore / Fair And Square
- 2004 - Don't Look For A Heartache

### EP
- 1994 - Mudhoney • Jimmie Dale Gilmore
- 2006 - Rhino Hi-Five: Jimmie Dale Gilmore

## Filmografia
- Quella cosa chiamata amore (The Thing Called Love), regia di Peter Bogdanovich (1993)
- Il grande Lebowski (The Big Lebowski), regia di Joel Coen (1998)
- Parkland, regia di Peter Landesman (2013)